# アナ・ボル論争
アナ・ボル論争（アナ・ボルろんそう）とは、大正年間、とりわけ1920年代初めの日本の社会主義運動や社会運動において、アナルコサンディカリスム派 （アナ派、無政府組合主義）とボルシェビズム派 （ボル派、レーニン主義）の間で起こった思想的・運動論的論争と対立である。
労働組合運動の組織論について、アナ派は自由連合論をとり政党の指導を排除すべきと主張したのに対し、ボル派は中央集権的組織論をとった。1917年のロシア十月革命や1922年12月30日のソビエト連邦樹立に対する評価にも相違があった。

## アナルコ・サンディカリズム全盛の時代
1919年以降の労働運動の勃興につれて、日本の労働運動の指導理論となったのはアナルコ・サンディカリズムであった。1920年から21年にかけてこれは白熱化し、ほとんどの組合を席巻し、サンディカリズム全盛の時代を呈した。当時のアナルコ・サンディカリズムの指導者は大杉栄であり、こうしたサンディカリズムの主導権の有力な原因は大杉の精力的な働きかけにあった。これに先立つ大逆事件以後の社会主義冬の時代にあって、大杉は荒畑寒村とともに早くも1912年には「近代思想」誌を創刊して活動しており、マルクス主義の堺利彦が「へちまの花」で活動を再開するのは大杉らの活動を見た後の1914年に入ってからであった。このように大杉の活動はマルクス主義派より一歩先んじていた。マルクス主義派は理論では勝っていたが、労働者の中に入っていく工作では大杉の後塵を拝し、アナルコ・サンディカリズムが強く食い込んでいった。
このサンディカリズム全盛時代は、同時に日本社会主義運動の復活期でもあり、それは日本社会主義同盟に顕著に表れている。同盟はあらゆる色彩の社会主義の潮流の大同団結体として成立し、同盟内部ではアナルコ・サンディカリズムとマルクス主義との思想的対立が存続していたが、当時の労働運動全体の影響を受けて、全体としてサンディカリズムが主導権を握っていた。

## アナ・ボル提携の時代
ロシア革命の影響やコミンテルンの働きかけもあって、日本社会主義同盟の結成や、近藤栄蔵らが「アナ・ボル提携」を掲げ1921年1月に大杉栄とともに『労働運動』（第2次）を創刊して、無政府主義者と共産主義者は蜜月に入る。マルクス主義者はレーニン主義やボルシェヴィズムの紹介に一所懸命になっていた。この前後からマルクス主義派はボル派と呼ばれるようになった。『労働運動』（第二次）はアナ派を基調としていたが、近藤と高津正道が参加し、レーニン主義の紹介に努めた。こうして『労働運動』（第二次）の紙面にはアナーキズムの論文とボルシェヴィズムの論文が並んで掲載され、共同戦線が成立されていた。
しかし、両潮流が共存していられるのは長くなかった。『労働運動』（第二次）第6号で近藤がイタリアの無政府主義者マラテスタを非難したことが俄かに問題となって、最初のアナ・ボル間の論争が始まった。クロンシュタット暴動などを契機に、1921年3月のロシア共産党第10回大会でアナーキズム批判が展開されると、日本でも無政府主義者と共産主義者の論争が激化した。

## アナ・ボル論争の経過
1921年に日本社会主義同盟が解散させられ、協同戦線体としての同盟がなくなったことにより社会主義運動内部にはらまれた思想的対立は一挙に表面化した。1921年4月には日本共産党暫定中央執行委員会（準備会）も成立しており、彼らはアナーキズムから主導権を移すためにアナーキズムの思想的克服を課題に掲げていたことも、論争に拍車をかけた。6月『労働運動』（第2次）は13号で廃刊、12月にはアナーキストだけで『労働運動』（第3次)を復刊させる。『労働運動』（第二次）』の廃刊は、アナ・ボル提携の終焉を意味した。
1922年の大杉による『労働運動』（第3次)でのロシアのボリシェヴィキに対する公然たる非難や、アナキストの弾圧の報告もあってアナボル論争も激化した。『労働運動』（第三次）と山川均・堺利彦の『前衛』との間で公開論争が繰り広げられた。アナ・ボル両者の論争・対立は、その機関誌上のやり取りのみにとどまらず、改造などの総合雑誌上でも繰り広げられた。
労働運動においては、徐々にサンディカリズム克服の方向へと向かっていった。1921年のロシア飢饉救済運動と対露非干渉運動が第一の契機であった。飢饉救済運動は労働者と国際連帯に、対露非干渉運動はサンディカリズムの非政治的直接行動に終始していた労働者を政治運動に、それぞれ目覚めさせた。農民運動の発展が第二の契機となった。1921年4月には日本農民組合の結成にみられるように農民運動が発展し、サンディカリズムは農民運動を包括することができず、逆に農民運動の側から労働運動に対してサンディカリズムからの脱却を要求することになった。
理論的にはボル派の優勢が明らかとなり、山川均、荒畑寒村らが、レーニンの理論とイタリアの工場選挙運動の失敗を契機に明確にボルに移行した。それにつれて労働運動家の渡辺満三、山本懸蔵、渡辺政之輔もボルに移行した。このような流れの中で日本共産党が結成されるに至った。共産党の結成はサンディカリズム克服を一層前進させた。山川均が「前衛」1922年7・8月合併号に掲載した「無産階級運動の方向転換」は、サンディカリズム克服と運動の大衆化に大きな影響を与えた。
1922年9月30日の日本労働組合総連合結成大会に至る過程で両者の対立が頂点に達した。結成大会では中央集権的合同論と自由連合論が対立し、それらの根拠はそれぞれボルシェヴィズムとアナーキズムの二つに思想にあった。論戦の最中に警官によって大会は解散させられ、総連合大会は総連合を成立させずかえって両者を分裂させ、この大会以降両者の闘争は論戦にとどまらず争議の中にも持ち込まれた。しかし、この大会ののちにアナ派は衰退し、マルクス主義が主流となる。過激社会運動取締法案をはじめとする三悪法反対運動にみられるような弾圧法規の政治的反動攻勢が行われ、また普通選挙の実施などにより、労働運動は必然的に政治運動に立ち上がらざるを得なくなった。また、アナーキストが批判したソヴィエト政権が曲がりなりにも現実に成功し、アナーキズムは理論としても生命力を失っていった。こうしてアナーキズムは退潮し、大杉栄の個人的魅力をもってしても抗することはできなかった。関東大震災における大杉の虐殺は、これに拍車をかけた。
以後アナ派は衰退するに至った。
1922年3月創立の全国水平社内部や、婦人運動などでも両派の論争と対立が現れた。